# Stephen Graham (Stadtforscher)
Stephen Douglas Nelson Graham (* 26. Februar 1965 in North Shields, England) ist ein britischer Stadtforscher und Geograph. Sein Werk befasst sich mit der technischen Infrastruktur von Städten und deren Rolle innerhalb der „Netzwerkgesellschaft“, zuletzt insbesondere in Hinblick auf bewaffnete Konflikte und Terrorismus. Seit 2010 ist Graham Professor of Cities and Society an der Newcastle University.

## Karriere
Stephen Graham wurde 1965 im östlich von Newcastle upon Tyne gelegenen North Shields geboren. Nach Abschlüssen an der University of Southampton (B.Sc. in Geographie) und der Newcastle University (M.Phil. in Stadt- und Raumplanung) arbeitete Graham von 1989 bis 1992 für die Stadtverwaltung von Sheffield. Anschließend war er bis 2004 an der School of Architecture, Planning and Landscape der Newcastle University beschäftigt, wo er zunächst Lecturer, später Reader und schließlich Professor war. 1996 promovierte Graham an der University of Manchester mit der in Teilzeit erstellten Arbeit Networking the City: A Comparison of Urban Telecommunications Initiatives in France and Britain, die unveröffentlicht blieb. Außerdem war er 1999 bis 2000 Gastprofessor am Massachusetts Institute of Technology. Von 2004 bis 2010 fungierte Graham als Professor für Humangeographie an der Durham University, bevor er an die Newcastle University zurückkehrte und dort Professor of Cities and Society wurde.
2019 verlieh ihm die Universität Aalborg die Ehrendoktorwürde. In demselben Jahr wurde Graham in die British Academy gewählt.

## Werk
In seiner zusammen mit Simon Marvin verfassten ersten Monographie Telecommunications and the City: Electronic Spaces, Urban Places von 1996 befasste Graham sich mit den Auswirkungen der technischen Entwicklung des Telekommunikationswesens auf Städte. Im Mittelpunkt stehen dabei die auf diese Weise entstehenden komplexen Wechselwirkungen, die Städte zu „Amalgamen“ aus ortsfesten und mobilen Aspekten werden lassen. Darauf aufbauend formulierten Graham und Marvin 2001 die in ihrer zweiten Monographie unter der Bezeichnung Splintering Urbanism zusammengefasste These, dass die mit der technischen Entwicklung einhergehende wirtschaftliche Aufspaltung und Neukonfiguration infrastruktureller Netzwerke, meist durch Deregulierung und Privatisierung realisiert, zur räumlichen „Zersplitterung“ von Städten führe. In der „Netzwerkgesellschaft“, wie von Manuel Castells formuliert, sei die unausgewogene Gestaltung von und der ungleich verteilte Zugang zu technischer Infrastruktur gleichbedeutend mit der Marginalisierung von Teilen der Bevölkerung als Kehrseite sogenannter „premium network spaces“. Splintering Urbanism trug wesentlich dazu bei, diese zuvor eher vernachlässigten Themen in den Kernbereich sozialwissenschaftlicher Stadtforschung zu rücken.
Ende 2001, kurz nach den Terroranschlägen am 11. September, nahmen Graham und Marvin an einer internationalen Militärkonferenz in Israel teil, in der ursprünglichen Annahme, es handele sich um eine sozialwissenschaftlich orientierte Konferenz. Graham bezeichnete die Teilnahme an dieser Konferenz als eine Art  Schlüsselerlebnis, da er erst dadurch erkannt habe, dass städtische Kriegsführung sich zu einer von den Sozialwissenschaften bis dahin unbeachtet gebliebenen „TechnoWissenschaft“ entwickelt gehabt habe. Dementsprechend verschob sich sein Forschungsschwerpunkt hin zur nach seiner Ansicht wachsenden Bedeutung, die Städte in militärischen Operationen einnehmen. Ein Beispiel dafür, wie sich die anti-urbane Haltung der städtischen Kriegsführung auch in der Innenpolitik niederschlägt, stellt für Graham der Umgang der staatlichen Behörden in New Orleans mit dem Hurrikan Katrina dar. 2010 erschien seine erste Monographie zu diesem Thema, Cities Under Siege: The New Military Urbanism. Im Gegensatz zu seinen vorangegangenen Werken wurde es mit Verso Books bei einem Verlag veröffentlicht, deren Publikationen sich nicht ausschließlich an Akademiker richten. Dementsprechend erhielt es eine breitere Resonanz.

## Sonstiges
Stephen Graham war am Dokumentarfilm Die Angst hat 1000 Augen von Dagmar Brendecke und Walter Brun beteiligt.
Im August 2012 wurde Graham wegen Zerkratzen der Lackierung von 24 Luxusautos in Newcastle upon Tyne verhaftet. Der angerichtete Schaden betrug ca. £20,000.

## Veröffentlichungen

### Monographien
- Telecommunications and the City: Electronic Spaces, Urban Places. Routledge, London/New York 1996, ISBN 978-0-415-11903-0 (mit Simon Marvin; italienisch Città e comunicazione. Spazi elettronici e nodi urbani. Baskerville, Bologna 2002, ISBN 978-88-8000-309-0.).
- Splintering Urbanism: Networked Infrastructures, Technological Mobilities and the Urban Condition. Routledge, London/New York 2001, ISBN 978-0-415-18965-1 (mit Simon Marvin).
- Cities Under Siege: The New Military Urbanism. Verso, London/New York 2010, ISBN 978-1-84467-315-5.
- Vertical: The City From Satellites to Bunkers. Verso, London/New York 2016, ISBN 978-1-78168-793-2.

### Sammelbände
- Managing Cities: The New Urban Context. J. Wiley, Chichester 1995, ISBN 978-0-471-95533-7 (hrsg. mit Patsy Healey, Stuart Cameron, Simin Davoudi, Ali Madani-Pour).
- The Cybercities Reader. Routledge, London/New York 2003, ISBN 978-0-415-27956-7.
- Cities, War and Terrorism: Towards an Urban Geopolitics. Blackwell, Malden 2004, ISBN 978-1-4051-1575-9.
- Disrupted Cities: When Infrastructure Fails. Routledge, New York 2009, ISBN 978-0-415-99179-7.
- Infrastructural Lives: Urban Infrastructure in Context. Routledge, Abingdon/New York 2015, ISBN 978-0-415-74853-7 (hrsg. mit Colin McFarlane).

### Aufsätze (Auswahl)
- The Ordinary City. In: Transactions of the Institute of British Geographers. 22, Nr. 4, 1997, ISSN 0020-2754, S. 411–429 (mit Ash Amin).
- The End of Geography or the Explosion of Place? Conceptualizing Space, Place and Information Technology. In: Progress in Human Geography. 22, Nr. 2, 1998, ISSN 0309-1325, S. 165–185.
- Global grids of glass. In: Urban Studies. 36, Nr. 5/6, 1999, ISSN 0042-0980, S. 929–949.
- Relational concepts of space and place: Issues for planning theory and practice. In: European Planning Studies. 7, Nr. 5, 1999, ISSN 0965-4313, S. 623–646 (mit Patsy Healey).
- Constructing Premium Network Spaces: Reflections on Infrastructure Networks and Contemporary Urban Development. In: International Journal of Urban and Regional Research. 24, Nr. 1, 2000, ISSN 0309-1317, S. 183–200.
- Bridging Urban Digital Divides? Urban Polarisation and Information and Communications Technologies (ICTs). In: Urban Studies. 39, Nr. 1, 2002, ISSN 0042-0980, S. 33–56.
- Digitizing Surveillance: Categorization, Space, Inequality. In: Critical Social Policy. 23, Nr. 2, 2003, ISSN 0261-0183, S. 227–248 (mit David Wood).
- Lessons in Urbicide. In: New Left Review 19, Nr. 2, ISSN 0028-6060, S. 63–77.
- Postmortem City: Towards an Urban Geopolitics. In: City: Analysis of Urban Trends, Culture, Theory, Policy, Action. 8, Nr. 2, 2004, ISSN 1470-3629, S. 165–196 (deutsch: Postmortem City: Plädoyer für eine Geopolitik des Urbanen. In: Informationen zur modernen Stadtgeschichte. Nr. 2, 2004, ISSN 0340-1774, S. 54–71.).
- Software-sorted Geographies. In: Progress in Human Geography. 29, Nr. 5, 2005, ISSN 0309-1325, S. 562–580.
- Cities and the ‘War on Terror’. In: International Journal of Urban and Regional Research. 30, Nr. 2, 2006, ISSN 0309-1317, S. 255–276.
- Out of Order: Understanding Repair and Maintenance. In: Theory, Culture & Society. 24, Nr. 3, 2007, ISSN 0263-2764, S. 1–25 (mit Nigel Thrift).
- Belagerte Städte: Die Militarisierung des Urbanen. In: Erlanger Beiträge zur Kulturgeographie. Band 3, 2013, S. 1–9 (online).